# Bartosz Ziółko
Bartosz Ziółko (ur. 4 marca 1980 w Krakowie) – polski informatyk, przedsiębiorca, dr hab. inż. nauk technicznych, profesor Akademii Górniczo-Hutniczej w Krakowie (2019–2020) oraz współzałożyciel i były prezes zarządu spółki Techmo.

## Życiorys
W rodzinnym Krakowie ukończył III Liceum Ogólnokształcące im. Jana Kochanowskiego. Studiował na Wydziale Elektrotechniki, Automatyki, Informatyki i Elektroniki AGH, który ukończył w 2004. Tytuł doktora uzyskał na University of York w 2010 na podstawie pracy pt. Rozpoznawanie mowy języków wysoce fleksyjnych (ang. Speech Recognition of Highly Inflective Languages). Po doktoracie wrócił na macierzystą AGH, gdzie w 2017 uzyskał habilitację na podstawie cyklu publikacji pt. Metody przetwarzania mowy i języka naturalnego. W 2019 został profesorem AGH na Wydziale Informatyki, Elektroniki i Telekomunikacji. W 2012 roku uczestniczył w programie TOP 500 Innovators na Uniwersytecie Stanforda. Specjalizuje się w zagadnieniach z zakresu przetwarzania mowy i sztucznej inteligencji. Zajmuje się także syntezą mowy i wykrywaniem chorób na podstawie analizy głosu.
Jest autorem ponad 100 prac naukowych, dwóch patentów przyznanych przez Urząd Patentów i Znaków Towarowych Stanów Zjednoczonych i jednego przez Europejski Urząd Patentowy oraz autorem książki „Przetwarzanie mowy”. Kierował pracami, które doprowadziły do powstania polskiego systemu rozpoznawania mowy. Był członkiem IEEE i ISCA oraz organizatorem XXII Annual Pacific Voice Conference.
W kwietniu 2020 zrezygnował z pracy na AGH kontynuując swoją działalność w Techmo. Od grudnia 2020 współpracuje z Uniwersytetem Hokkaido jako stypendysta NICT.
Syn Mariusza Ziółki.